# Суиндин, Джордж
Джордж Хедли Суиндин (англ. George Hedley Swindin; 4 декабря 1914 — 20 октября 2005) — английский футболист, выступавший на позиции вратаря. В Футбольной лиге Англии провёл свыше 300 матчей за команды «Брэдфорд Сити» и «Арсенал», участвовал во Второй мировой войне. Как тренер известен по работе с клубами «Питерборо Юнайтед» (трижды чемпион Мидлендской лиги с ним), «Арсенал» (менее успешный период), «Норвич Сити» и «Кардифф Сити» из Футбольной лиги, а также любительские «Кеттеринг Таун» и «Корби Таун».

## Игровая карьера
Джордж Суиндин родился 4 декабря 1914 года в Кэмпсолле в западном райдинге Йоркшира. Его отец и дядя были в прошлом вратарями футбольных команд Ротерема. Учился в центральной школе Саут-Гроув в Ротереме. В 1929 году участвовал в школьном матче с целью попасть в сборную школьников Англии и готовиться к матчу против Уэльса 20 апреля, однако в окончательную заявку не попал. На любительском уровне он играл за разные местные клубы, в том числе за резервный состав «Ротерем Юнайтед» в Мидлендской лиге, а также за команду отделения YMCA в Ротереме и команду угольной шахты .
В 1934 году Суиндин стал игроком «Брэдфорд Сити», дебютировав в сезоне 1933/1934 матчем против «Порт-Вейла» в День подарков (победа 3:0). В последнем матче сезона он получил серьёзную травму колена, которая долгое время сказывалась на его выступлении во втором сезоне: в итоге Джорджу потребовалось вмешательство врачей, которые вынуждены были удалить хрящ. Всего он провёл 26 матчей за «Брэдфорд Сити» во Втором дивизионе Футбольной лиги, а в апреле 1936 года «Арсенал» приобрёл его за 4 тысячи фунтов стерлингов. Его дебют в составе «канониров» состоялся 3 сентября 1936 года против «Брентфорда», а в сезоне 1936/1937 он сыграл 19 матчей. Первоначально он играл крайне нервно и допускал ошибки, вследствие чего вместо него в ворота нередко вставали Алекс Уилсон или Фрэнк Болтон. Однако в сезоне 1937/1938 Суиндин сыграл 17 матчей — больше, чем его конкуренты, а «Арсенал» стал чемпионом Англии.
Во время Второй мировой войны Суиндин нёс службу в качестве инструктора по физической подготовке в Британской армии, играя неофициальные матчи за «Арсенал». Также он выступал как приглашённый игрок за «Лидс Юнайтед» (во время матчей числился сотрудником военной полиции), «Клэптон Ориент» и «Саутгемптон» (в 1945 году). После войны Суиндин стал «номером один» в «Арсенале» на несколько последующих сезонов. В сезоне 1947/1948 он выиграл свой второй титул чемпиона Англии, пропустив 32 гола за сезон — по тем временам с учётом большой результативности нападающих это был очень и очень неплохой результат. Однако в сезоне 1949/1950 Суиндину пришлось чаще уступать место в воротах новичку Теду Платту, что нередко происходило по причине травм Суиндина. При этом Джордж сыграл в обоих финалах Кубка Англии, до которых доходили «канониры»: в 1950 году «Арсенал» одержал победу над «Ливерпулем», а вот через два года проиграл клубу «Ньюкасл Юнайтед».
К сезону 1952/1953 Суиндин уже не обладал прежней силой: основным вратарём стал валлиец Джек Келси. Однако Джордж сыграл в том сезоне 14 матчей, став в третий раз чемпионом Англии. Последняя игра для Суиндина за «Арсенал» в игровой карьере, состоявшаяся против «Сандерленда», обернулась сразу семью пропущенными голами для вратаря. За свою карьеру он провёл всего 297 официальных матчей (без учёта игр военного времени) в составе «канониров», в том числе 272 матча в Футбольной лиге, однако ни разу не был вызван в сборную Англии: Уолтер Уинтерботтом вызывал вместо него Фрэнка Свифта и Берта Уильямса. Сезон 1954/1955 стал для Суиндина последним сезоном в его игровой карьере: он провёл его уже в качестве играющего тренера клуба «Питерборо Юнайтед».

## Стиль игры
Суиндин не обладал достаточным для голкипера ростом, а его игра не была настолько яркой и впечатляющей, как у Фрэнка Свифта. Тем не менее современниками он отмечался как бесстрашный и ловкий вратарь, который отлично играл при подачах и своими выступлениями вселял уверенность в защитников. Благодаря своей физической силе он достаточно быстро восстанавливался после травм, а в матчах мог отражать даже самые безнадёжные удары и выносить мяч буквально с линии ворот. Один из его одноклубников сказал, что Суиндин обладал отличной памятью на удары с разных углов и мгновенно реагировал на любой удар, «справляясь в 99 случаях из 100».

## Тренерская карьера
В 1954 году Суиндин стал играющим тренером команды «Питерборо Юнайтед» из Мидлендской лиги, позже сосредоточившись именно на тренерских обязанностях. С сезона 1955/1956 по 1957/1958 команда выиграла три титула чемпионов Мидлендской лиги подряд, а также вышла в четвёртый раунд Кубка Англии 1956/1957. После ухода Суиндина «Питерборо Юнайтед» выиграл ещё два раза титул чемпионов Мидленда, вступив в 1960 году в Футбольную лигу. Клуб в знак признания включил Суиндина в 2013 году в свой Зал славы.
В 1958 году Суиндин вернулся в «Арсенал» уже в качестве главного тренера: под его руководством команда стала 3-й в сезоне 1958/1959, при этом возглавляя в феврале турнирную таблицу. Однако последующие три сезона клуб провалил, занимая места в середине турнирной таблицы Первого дивизиона Футбольной лиги и не сумев завоевать ни одного трофея: не помогли даже приобретения таких игроков, как Джордж Истхем и Томми Дохерти. В то же время принципиальный противник «Арсенала» — «Тоттенхэм» — оформил «золотой дубль» в сезоне 1960/1961. Отчасти причиной неудач были травмы ключевых игроков, в том числе Мела Чарльза, и последующие вынужденные перестановки в стартовом составе. Вместе с тем Суиндин терпел неудачи в трансферной политике: его клуб не сумел приобрести Дениса Лоу из клуба «Хаддерсфилд Таун», а также вынужден была расстаться с Дэвидом Хердом, ушедшим в «Манчестер Юнайтед».
В марте 1962 года президент клуба Денис Хилл-Вуд объявил, что не будет продлевать с тренером контракт, что сам Суиндин воспринял вполне достойно, заявив, что не имеет никаких претензий к руководству команды. После ухода из лондонской команды Суиндин проработал пять месяцев с клубом «Норвич Сити», а потом тренировал в 1962—1964 годах «Кардифф Сити». Для кардиффской команды Суиндин приобрёл Джона Чарльза, прежде выступавшего за «Рому», однако когда команда вылетела во Второй дивизион футбольной лиги, то он покинул клуб. Он успел поработать с командами «Кеттеринг Таун» и «Корби Таун», прежде чем окончательно завершить карьеру тренера.

## После футбола
Уйдя из футбола, Суиндин приобрёл гараж и открыл собственный магазин в Корби, а потом уехал в Испанию, где прожил несколько лет, прежде чем вернуться в Нортгемптоншир. Был женат (супруга — Стелла), оставил сына. В свободное время играл в гольф.
26 октября 2005 года он скончался в Кеттеринге от последствий болезни Альцгеймера.

## Достижения

### Игрок
- Чемпион Англии: 1937/1938, 1947/1948, 1952/1953[11]
- Обладатель Кубка Англии: 1949/1950[24]

### Тренер
- Чемпион Мидлендской лиги[англ.]: 1955/1956, 1956/1957, 1957/1958[18]

### Личные
- Член зала славы «Питерборо Юнайтед»: 2013[21]